# Alex Pirus
Joseph "Alex" Alexander Pirus  (Toronto, Ontario, 1955. január 12. –) profi jégkorongozó. Az NHL-ben 159 mérkőzésen játszott összesen a Minnesota North Starsban és a Detroit Red Wingsben. Az 1975-ös NHL-amatőr drafton a harmadik kör 41. helyén kelt el.